# Reggaeton
Reggaeton er en art latinamerikansk reggae, som udvikledes omkring 1990 med navne som Vico C, El General og Daddy Yankee. Genren har også haft stor indflydelse på Rap og Hip Hop.
 Der er for få eller ingen kildehenvisninger i denne artikel, hvilket er et problem. Du kan hjælpe ved at angive troværdige kilder til de påstande, som fremføres i artiklen.

| Musik | Spire Denne musikartikel er en spire som bør udbygges. Du er velkommen til at hjælpe Wikipedia ved at udvide den. |